# Farinelli (opera)
Farinelli è un'opera semiseria in due atti di John Barnett, su libretto del fratello Charles Zachary Barnett tratta dall'anonima commedia francese Farinelli, ou le Bouffe du Roi. L'opera ebbe la sua prima al Theatre Royal, Drury Lane di Londra nel 1839.

## Prime esecuzioni
L'opera, l'ultima composta dai fratelli Barnett, nacque sull'onda del successo del loro precedente lavoro, The Mountian Sylph (1834). Il libretto è un adattamento dell'anonima commedia Farinelli, ou le Bouffe du Roi, portata al debutto a Parigi nel 1835. Così come la commedia da cui è tratta, l'opera è incentrata sul celebre episodio della vita di Farinelli in cui il cantante castrato usò la propria voce per alleviare la depressione di Filippo V di Spagna.
Nell'opera Farinelli passò dall'essere un castrato ad essere un tenore e la parte fu cantata da Michael William Balfe in occasione della prima. Balfe sostituì all'ultimo momento il baritono Henry Philips, che si era dimesso dopo uno screzio con gli impresari del teatro, e il registro vocale del ruolo fu "alzato" da baritonale a tenorile. Nonostante la crisi nervosa di Balfe durante la prima, l'opera registrò un buon successo e fu messa in scena per oltre cinquanta repliche.

### Cast
| Personaggio         | Vocalità | Interprete della prima 2 febbraio 1839, Londra (direttore William Hawes) |
| ------------------- | -------- | ------------------------------------------------------------------------ |
| Filippo V di Spagna | tenore   | Mr. Sutton                                                               |
| Don Gil Polo        | aritono  | Mr. Giubilei                                                             |
| Farinelli           | tenore   | Michael William Balfe                                                    |
| Elisabetta Farnese  | soprano  | Emma Romer                                                               |
| Leonora             | soprano  | Elizabeth Poole                                                          |
| Theodore            | soprano  | Miss Fowle                                                               |

## Trama
Nel palazzo del Prado, il ciambellano Don Gil Polo trama contro il Re. Farinelli, che è innamorato di Leonora, la nipote del cospiratore, scopre dell'intrigo e grazie alla sua voce struggente spinge il monarca all'azione. Gil viene smascherato ed esiliato, mentre Farinelli è libero di sposare Leonora.